# Lausitzer Findlingspark Nochten

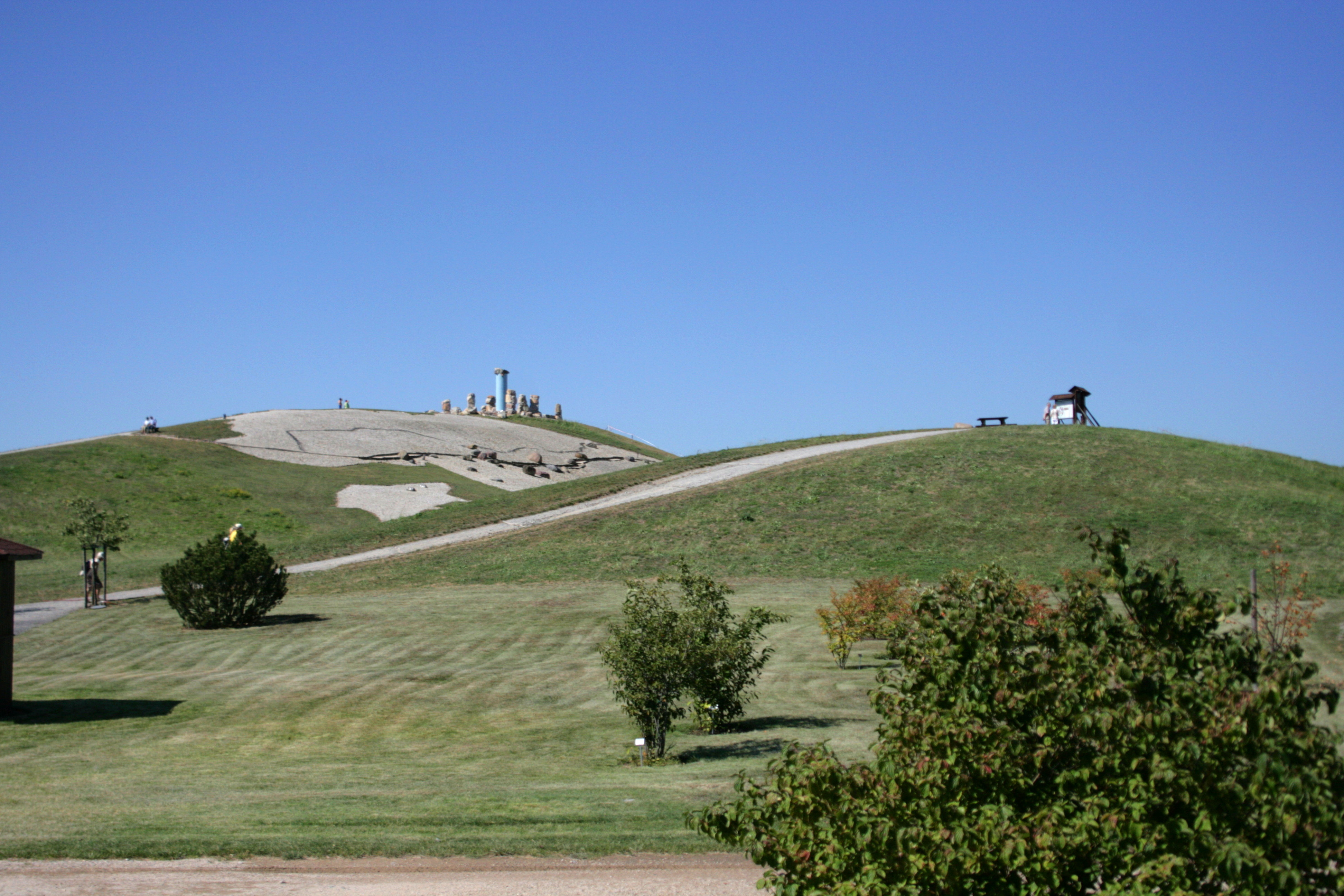
Der Findlingspark

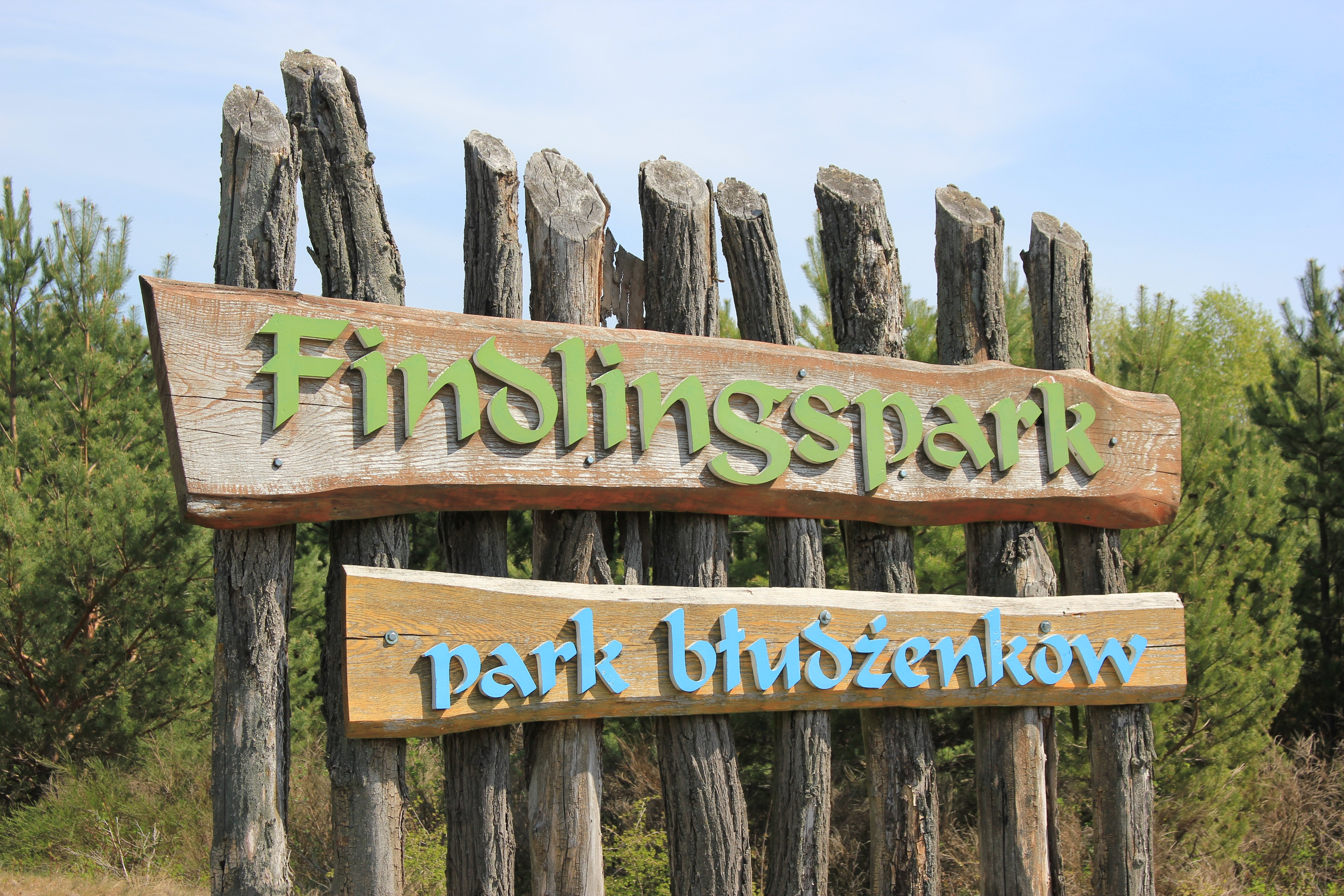
Willkommensschild am Eingang

Der Lausitzer Findlingspark Nochten (obersorbisch Park błudźenkow) ist ein etwa 20 Hektar großer Landschaftsgarten südwestlich von Weißwasser in der Oberlausitz. Er entstand nordöstlich von Nochten in den Jahren 2000 bis 2003 auf der Rekultivierungsfläche des Braunkohletagebaues Nochten.
Der Park überzieht als weitläufige, vielfarbige, mit nur wenigen Gehölzen durchsetzte Gartenanlage eine künstlich aufgeschüttete Hügellandschaft, die sich markant über ihre Umgebung erhebt. Als charakteristisches und dominierendes Gestaltungselement wurden etwa 7000 aus dem Abraum des regionalen Bergbaues gewonnene Findlinge eingebracht, die von den Gletschern der Eiszeit aus Nordeuropa in die Lausitz verfrachtet worden sind. Ein Lehrpfad erschließt über 90 repräsentativ ausgewählte Exemplare, Etiketten und Informationstafeln geben Auskunft über Gesteinsart und Herkunft.
Die gesteinskundliche Präsentation nimmt nur einen kleinen Teil des Parks ein. Im übrigen Gelände bilden Findlinge sowie mit verschiedenfarbigem Kies, Bruchstein oder Geröll belegte Flächen die Basis oder den Hintergrund für mehrere spezialisierte Gartenbereiche (z. B. Steingarten, Heidegarten, Teichgarten) und Nachbildungen natürlicher Biotope (z. B. Heidemoor, Waldmoor, Steppe).
Diese Pflanzungen, neben Rhododendron, Sukkulenten und über 500 verschiedenen Staudenarten auch eine Sammlung von über 160 Arten und Sorten der Heide (Erica) und Besenheide (Calluna), sind eingebettet in Grünland, das teils als Scherrasen, teils als hochwüchsige Blumenwiese gehalten wird. Mehrere kleine Teiche und künstliche Wasserläufe komplettieren die Parklandschaft. Durch den Park führt ein Wegenetz von etwa 3,6 Kilometern Länge (drei Meter breite Hauptwege), das durch Nebenwege von insgesamt rund drei Kilometern Länge (einen Meter breit) ergänzt wird.

## Geschichte des Parks

### Grundidee bis zum 1. Spatenstich

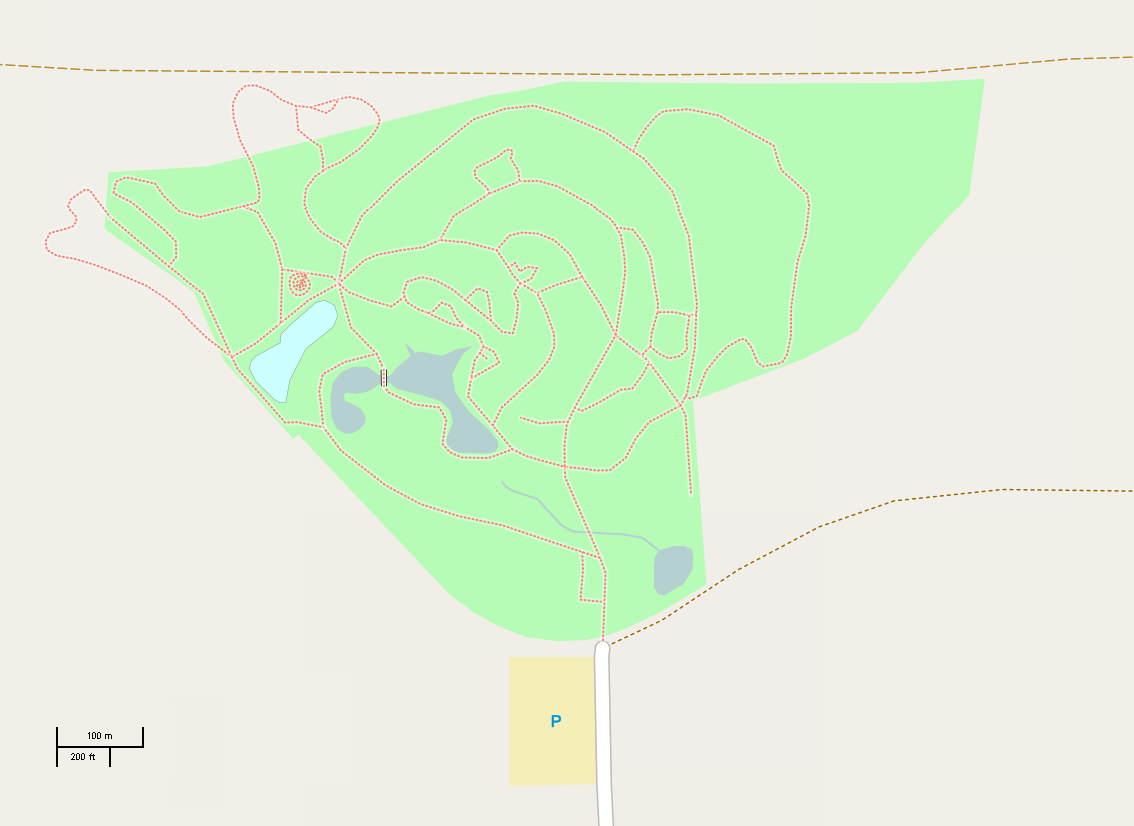
Karte des Lausitzer Findlingsparks Nochten

Die Grundidee, einen Findlingspark dieser Größenordnung anzulegen, hatte der Geologe und Hobbygärtner Hans Ulbrich Anfang der 1990er Jahre. Sie bestand darin, die Gedanken des Landschaftsgestalters Otto Rindt, die Findlinge gestalterisch bei der Rekultivierung einzusetzen, dahingehend zu erweitern, dass Gartenräume den Höhepunkt der Landschaftsgestaltung bilden. Diese Gartenräume sollen naturnah sein und alle Gartenbereiche erfassen, die mit Findlingen gestaltbar sind. Das sind vordergründig der Stein-, der Heide- und der Teichgarten. Gleichzeitig besteht der Anspruch, diese Gartenräume nicht isoliert in die zu rekultivierende Landschaft hinein zu setzen. Die Gartenräume müssen lebendiger Bestandteil der rekultivierten Landschaft sein und die rekultivierte Landschaft muss einen passenden Rahmen zu den Gartenräumen bilden.
Die Grundidee wuchs durch Diskussionen im Kollegenkreis der LAUBAG ständig und 1996 entstand ein Grobprojekt.  Für den Fall, dass Finanzierungsmöglichkeiten gefunden werden, nahm man das Projekt in die Bergbauplanung der Rekultivierung des Tagebau Nochten als mögliche Variante auf. Der entscheidende Schritt hierzu war die Gründung des Fördervereins Lausitzer Findlingspark Nochten e. V.  am 11. Juni 1999. Am 28. Juli 2000 erfolgte der 1. Spatenstich und die symbolische Übergabe der Fördermittel durch den Regierungspräsidenten des Regierungsbezirkes Dresden des Landes Sachsen.

### Pflanzarbeiten

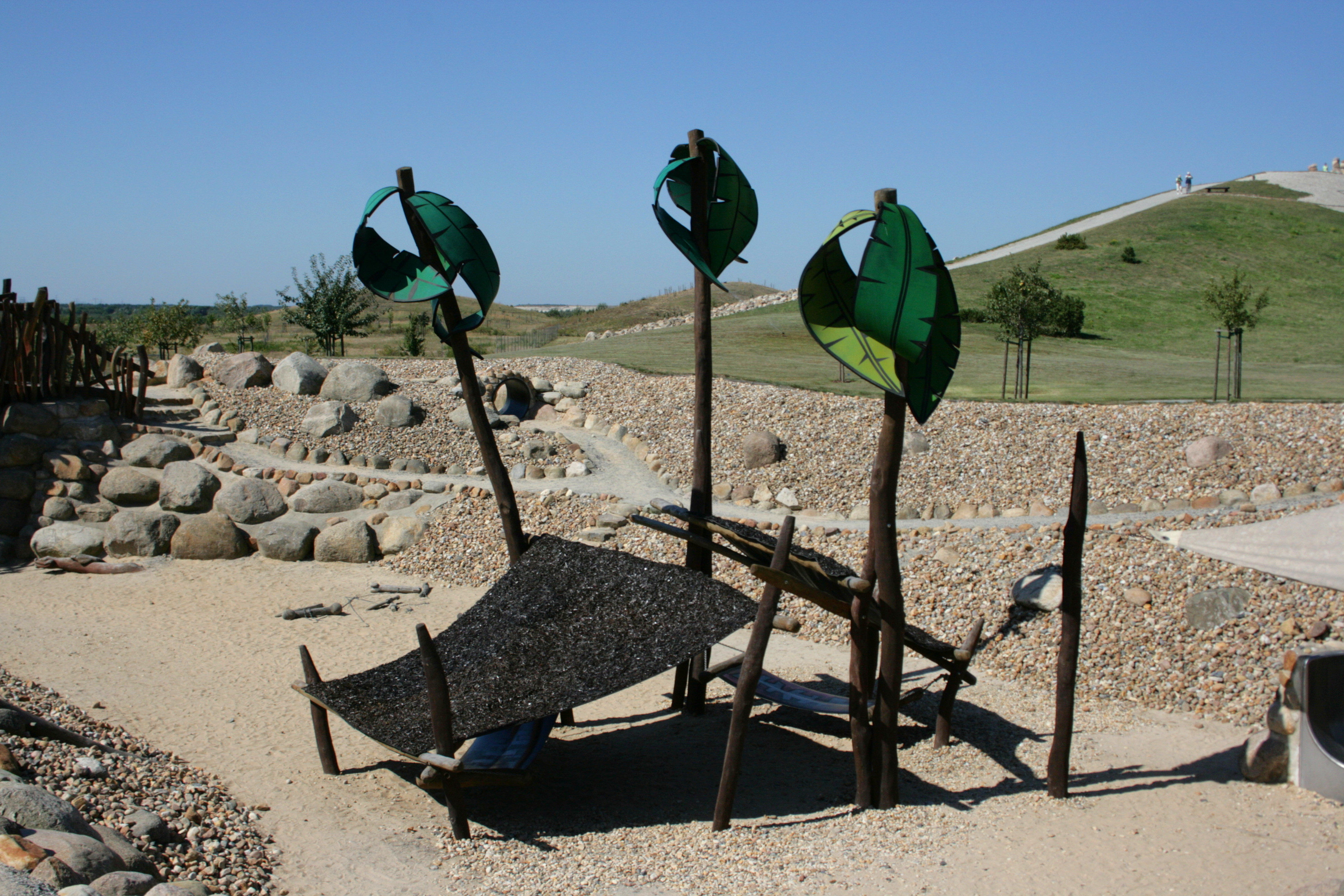
Spielbereich

Die Pflanzarbeiten begannen im Herbst 2000 mit der Anlage des Naturheidebereiches. Im Frühjahr 2001 folgten die eigentlichen Pflanzungen mit einem kleinen Teil der Heidesorten im Heidegarten. Die Herbstbepflanzung 2001 setzte sich im Heidegarten fort. Außerdem wurden der Thymian- und Polsterphlox-Bereich sowie der Bereich der sonnenabgewandten Fugenpflanzen gestaltet. Im Randbereich pflanzte man heimische Gehölze und stellte den parkartigen Teil des Eingangsbereiches fertig. Bei der Frühjahrspflanzung 2002 wurden die Pflanzungen im Heidegarten mit dem Heidehang und dem Gräserbereich abgeschlossen. Im Steingarten wurden der Sommer- und der Sukkulentenbereich fertiggestellt. An den Rändern wurden die Gehölzpflanzungen nahezu beendet und die Pflanzungen im Heidemoor begonnen. Für den Herbst 2002 verblieben die Pflanzungen im Bereich der Zwergkoniferen, dem Nelken-, Kalk- und Wildrosenbereich sowie im Teichgarten. Alle Gartenbereiche erhielten vor der Pflanzung einen Unterboden aus bis zu 30 cm dickem Pflanzsubstrat. Für die Rasenflächen und den Gehölzrand verwendet man einen Mutterbodenauftrag.

### Gewässeranlage

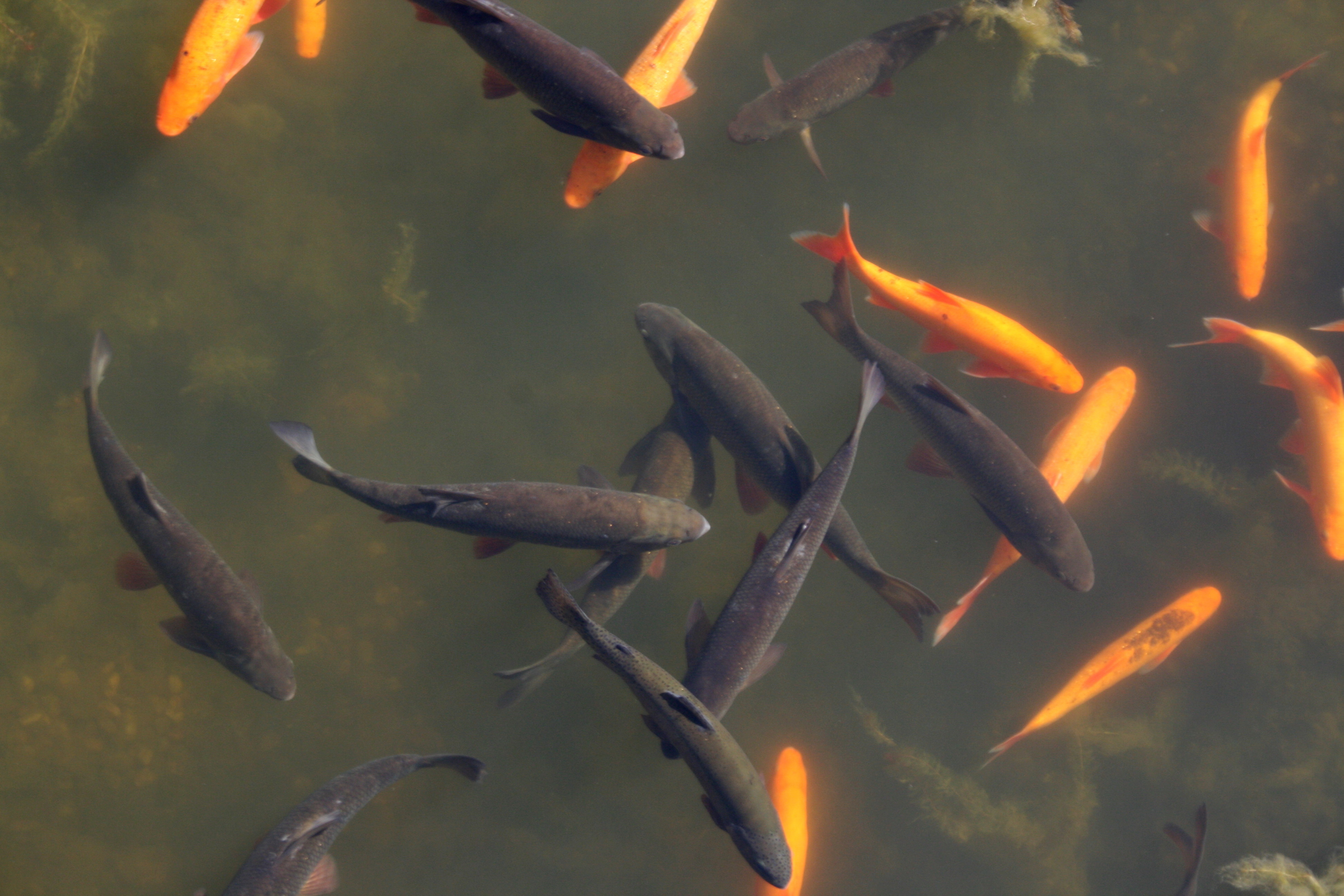
Goldorfen und Forellen im Teich

Anfang 2001 begann die Herstellung der Gewässer. Das zentrale Gewässer, die Wasserhaltung, das Heidemoor und das Verbindungsfließ wurden bis zum Sommer 2001 vollendet. Ebenfalls im Jahr 2001 erfolgte der Anschluss des Wasserversorgungssystems bis zu den Zapfstellen für die Beregnungsanlage. Es wird von einem ca. 180 m tiefen Brunnen am Rand der Gemeinde Nochten gespeist. Die Pumpstation an der Wasserhaltung pumpt in eine Ringleitung, von der sowohl die Quellen der Fließe als auch das Beregnungssystem gespeist werden. Über das Verbindungsfließ wird der Kreislauf zur Wasserhaltung wieder geschlossen. Der Bau der beiden Fließe zum zentralen Gewässer dauerte bis in das Jahr 2003 hinein an.

### Weiteres
Die Haupt- sowie die Nebenwege wurden bis Juni 2002 fertiggestellt. 2005 kam ein Abenteuerspielplatz hinzu; 2007 ein Besucher- und Informationszentrum. Ein Jahr später legte man den Bereich um den Waldsee an. 2009 wurde der Eingangsbereich neu gestaltet.
Im Jahre 2009 unterzeichnete die Gemeinde Boxberg einen Kooperationsvertrag für die Mitarbeit der Parks Nochten und Uhyst im Gartenkulturpfad beiderseits der Neiße. Dies  und die Mitgliedschaft im Europäischen Parkverbund Lausitz kommt der Förderung und der touristischen Vermarktung der Anlagen zugute.

### Besucherzahlen
- 2005: 104.000[4]
- 2006: 091.000[4]
- 2007: 124.552[5]
- 2008: 117.300[5]
- 2009: 107.000[6]
- 2010: 150.000
- 2011: 120.000
- 2016: 060.000[7]
- 2023: 061.000[8]

## Darstellung der einzelnen Parkteile

### Steingarten

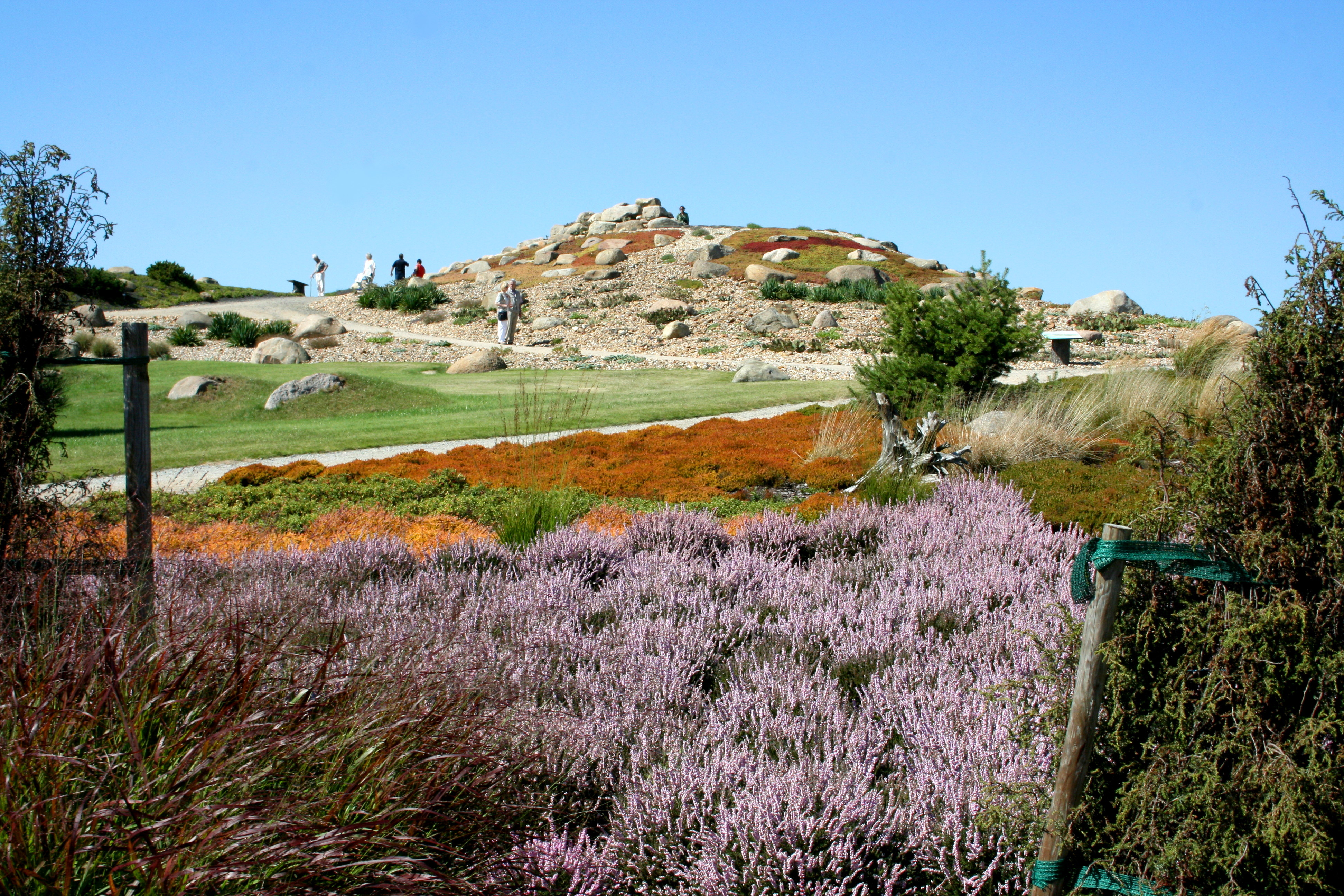
Steingarten am Gipfel

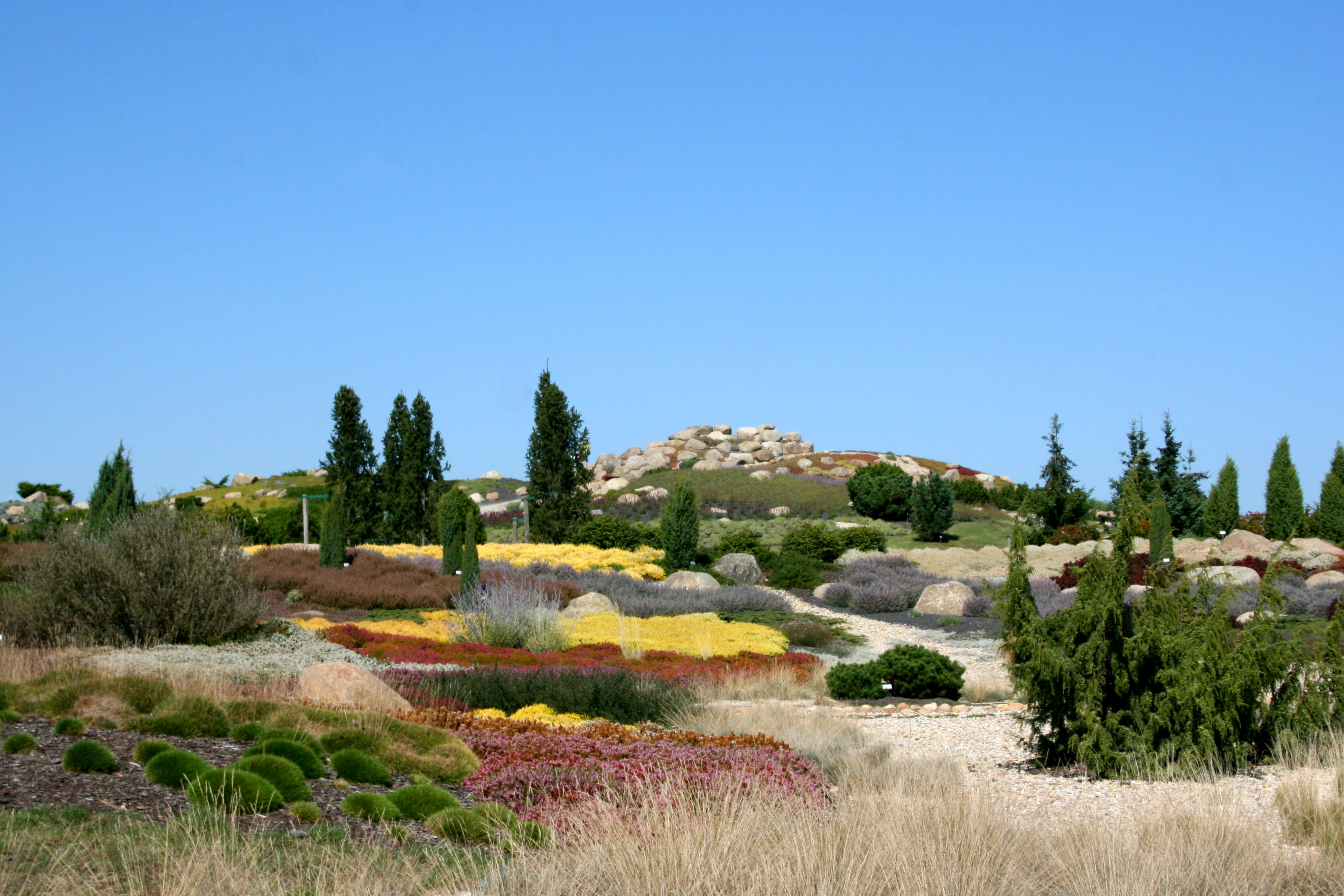
Polsterstauden

Der Steingarten bildet das Zentrum des Findlingsparks. Morphologisch ist er einem Gebirge mit zentralem Höhenzug und drei senkrecht dazu liegenden Höhenzügen nachempfunden, die zwei Täler einschließen. Die Täler werden von Bächen mit Kaskaden und Wasserfällen durchflossen. Die Bäche münden in ein zentrales Gewässer. Dessen Umfeld bildet einen eigenen Gartenteil (siehe Teichgarten). Der Gipfelbereich des Steingartens erhält durch lange Geröllschotterhalden einen felsigen Charakter.  In diesem Bereich wachsen Sukkulenten (Opuntien, Sedum, Sempervivum, Lewisia) mit passenden Begleitpflanzen. Die Pflanzstellen der Sukkulenten sind mit Lavagestein abgedeckt. Der Gipfelbereich dient gleichzeitig als Aussichtsplattform zum Braunkohlentagebau und zur Rekultivierung. Im Süden öffnet sich der Blick zum Lausitzer Bergland und zum Kraftwerk Boxberg.
Auf der Südseite des zentralen und mittleren Höhenzuges ist der Polsterphlox-Bereich angelegt. Er bildet im Steingarten den ersten Blühhöhepunkt des Jahres und ist zugleich der bunteste Teil des gesamten Parks. Auf der Westseite des mittleren Höhenzuges ist im hinteren Teil des westlichen Tales ein Zwergkoniferenbereich eingerichtet. Im zentralen Teil des mittleren Höhenzuges wächst  der Thymian. Er muss gestalterisch von dem bunten Polsterphloxbereich zum Teichgarten überleiten. Dazwischen in einem Wegeeinschnitt sind auf der steilen Nordböschung Fugenpflanzen angesiedelt, die gern absonnig stehen. Der Polsterphlox-Thymian-Bereich und der Bereich der sonnenabgewandten Fugenpflanzen sind mit Diabassplitt abgedeckt.
Der östliche Höhenzug nimmt den Sommerbereich auf. Hier herrscht von Ende Mai bis zum Sommer das Blau von Salbei, Glockenblumen und Katzenminze vor, die in großen Matten gepflanzt sind. Als Abdeckung wurde der Basaltsplitt gewählt.
Der westliche Höhenzug nimmt den Nelken- und Alpenrosenbereich sowie den Bereich mit Kalkfindlingen auf. Auf der Nordseite des zentralen Höhenzuges befindet sich der Spätsommerbereich. Alle Täler sind aus gestalterischen Gründen mit Geröllschotter belegt und nur sparsam bepflanzt.
Der Steingarten endet im Süden im Teichgarten. Ansonsten leiten Rasenbereiche zu den anderen Gartenteilen über. Die Rasenbereiche sind je nach Lage als Landschafts- und Kräuterrasen ausgeführt.

### Heidegarten

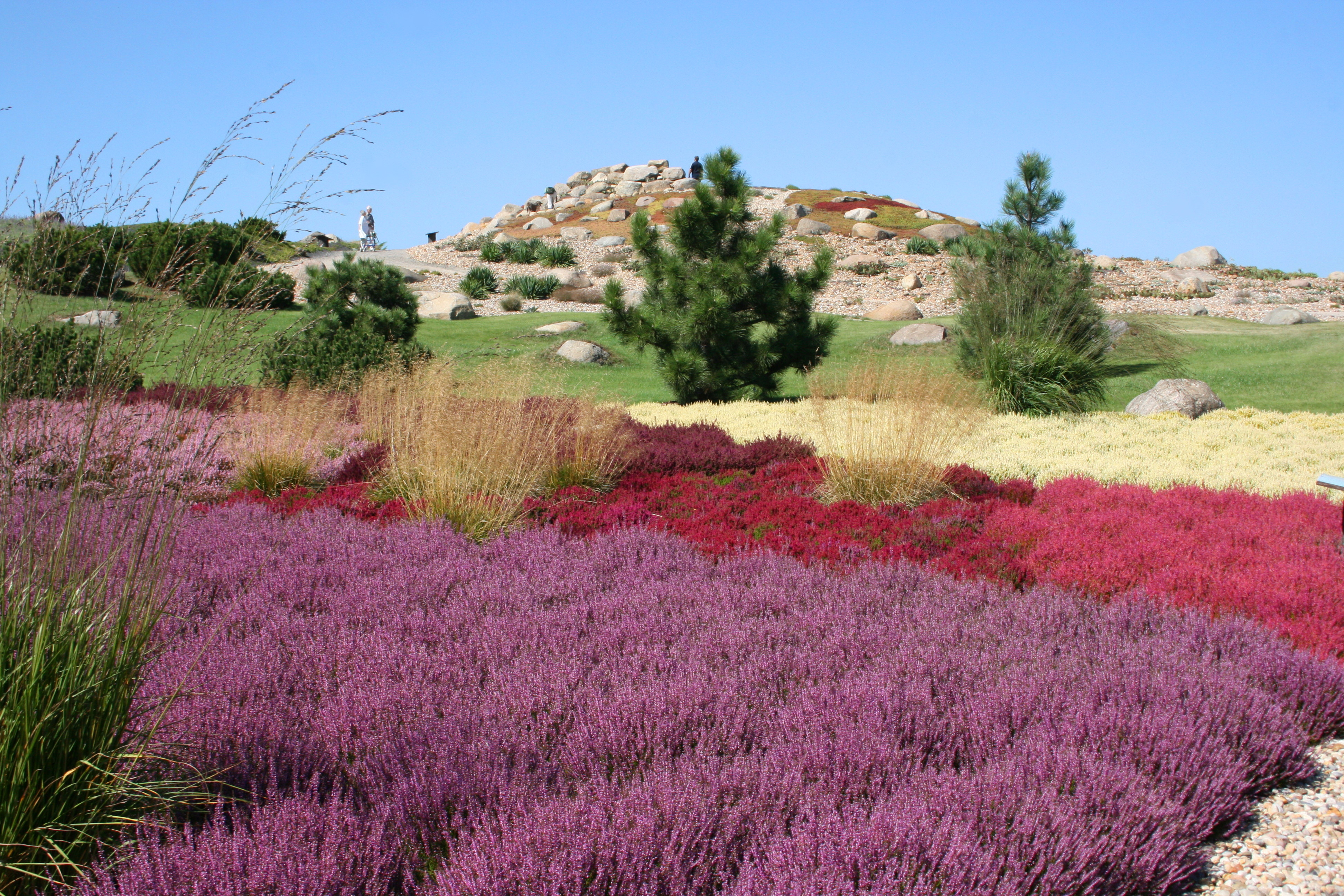
Im Heidegarten

Der ca. 1,5 ha große Heidegarten im Norden und Westen des Findlingsparks hat vor allem die Funktion, vom Stein- und Teichgarten in die wieder entstehende Heidelandschaft hinter dem Zaun des Parks allmählich überzuleiten. Er beginnt mit der Winterheide, die aus dem Hochgebirge stammt und von November bis in den April hinein blüht. Diese Bereiche schließen sich unmittelbar an die Geröllschotterflächen des Steingartens an und sind auf flachen Hügeln angeordnet. Der Übergang zur Calluna-Heide wird über ein mit Rasen bestandenes Tal erreicht, in dem größere Gehölze den Steingarten kulissenartig begrenzen. Die Calluna-Heide ist auf langgestreckten Dünen angelegt und beginnt mit einem Heide-Steingarten (Heidehang), auf dem vor allem flach wachsende Sorten überwiegen. Der Heidehang ist mit Geröllschotterflächen reich gegliedert und teilweise mit Basaltsplitt belegt. Zwischen den Dünen schließt sich ein Tal mit weiten Geröllschotterflächen an, das vor allem den Gräsern vorbehalten ist. Der Übergang zum Teichgarten wird durch einen felsigen Hang mit Wildrosen erreicht. Die unmittelbare Überleitung vom Heidegarten zum Naturheidebereich bildet die Düne mit zahllosen Sorten der Calluna-Heide.

### Naturheidebereich

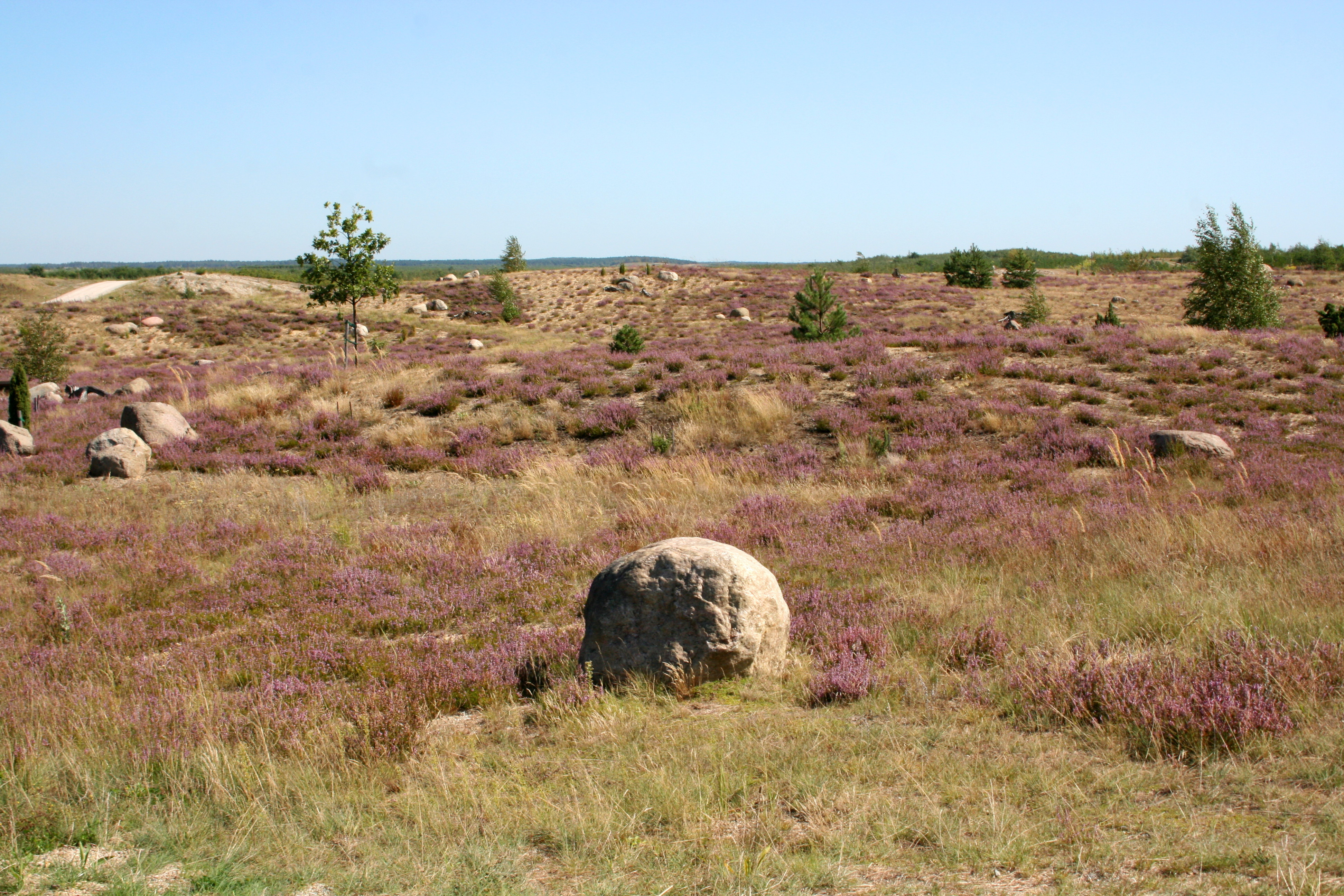
Naturheide

Der Naturheidebereich im Park beherbergt nur Pflanzen und Gehölze, die auch in der umgebenden Natur vorkommen. Ein besonderer Höhepunkt ist das Heidemoor, in dem seltene Pflanzen und Kleingehölze untergebracht sind, die vor der Überbaggerung durch den Tagebau Nochten geborgen wurden.
Der Naturheidebereich im Park verbindet sich mit einem nahezu 30 ha großen Naturheidekessel außerhalb des Parks, der von Wald bewachsenen Dünen umgeben ist.

### Teichgarten
Der Teichgarten umfasst das ca. 0,4 ha große zentrale Gewässer und die daran anschließende Uferzone. Bei der Gestaltung und vor allem bei den Steinsetzungen im und am Wasser wurden Gestaltungsprinzipien asiatischer Gartenkunst herangezogen. Das zentrale Gewässer ist nur sparsam mit Wasserpflanzen besetzt. Auf einer Landzunge im Westteil sind Stauden angeordnet, die zur Teichnähe passen. Der nördliche Uferteil im Ausgehenden des mittleren Höhenrückens des Steingartens ist felsig gestaltet und größtenteils durch flach bleibende Koniferen bepflanzt. Am südlichen Ufer stehen an einem sonnenabgewandten Hang Rhododendren. Am östlichen Ufer mündet ein Trockental aus dem Sommerbereich des Steingartens kommend in den Teich (auch Rhododendron-Bepflanzung).
Die Parkränder außerhalb des Naturheidebereiches sind im südlichen Teil mit Laub- und im nördlichen Teil vorwiegend mit Nadelgehölzen bepflanzt.
Im Stein- und Heidegarten müssen sich größere Gehölze den Findlingen unterordnen. Die Findlinge sollen die beherrschende Rolle behalten.
Der Übergang vom Eingang zu den Gartenbereichen wird über eine parkartig gestaltete Rasenfläche erreicht.

Panorama am Teichgarten

## Sonstiges
Bei einer Internetumfrage des MDR belegte der Findlingspark bei der Wahl des schönsten Parks in Mitteldeutschland den dritten Platz hinter dem Wörlitzer Park und dem Fürst-Pückler-Park Bad Muskau.